# Unnatural
Unnatural (アンナチュラル lit. Antinatural?) es una serie de televisión japonesa emitida por TBS desde el 12 de enero hasta el 16 de marzo de 2018, protagonizada por Satomi Ishihara, Arata Iura, Masataka Kubota, Mikako Ichikawa y Yutaka Matsushige.

## Argumento
Mikoto Misumi es una patóloga que trabaja en el Laboratorio de Investigación de Muertes No Naturales, una instalación de hecho recientemente establecida por el Ministerio de Salud, Trabajo y Bienestar. Junto con sus universidades, ella resuelve casos que involucran riesgos

## Elenco
- Satomi Ishihara como Mikoto Misumi
- Mikako Ichikawa como Yuko Shoji
- Arata Iura como Kai Nakado
- Masataka Kubota como Rokuro Kube
- Yutaka Matsushige como Yasuo Kamikura